# Eufemia (emperatriz)
La emperatriz Eufemia (muerta c. 520, probablemente 523/524), cuyo nombre original fue Lupicina, fue la consorte de Justino I del Imperio bizantino y fundador de la dinastía Justiniana que duró desde 518 hasta 602.
La emperatriz Eufemia fue notable por las políticas eclesiásticas de Justino y ella misma fundó la Iglesia de Santa Eufemia, donde fue enterrada en el 523 o 524. Justino fue enterrado a su lado tres años después, en el 527.
De acuerdo con la Historia secreta de Procopio de Cesarea, Lupicina fue una esclava bárbara, además, Procopio afirma que fue la concubina de su dueño. La información proveniente de la Historia secreta fue publicada póstumamente; los siete volúmenes e historias que fueron publicados durante su vida eran la antítesis de este trabajo de Procopio, que mostraba mayor inclinación laudatoria a la nueva dinastía. Los críticos de Procopio, cuya Historia secreta revela a un hombre seriamente desilusionado con sus superiores, han desechado este trabajo, póstumamente publicado como una fuente tremendamente partidista y pornográfica, pero sin otras fuentes a las que acudir, los críticos han sido incapaces de desacreditar algunas de las aserciones en la publicación. Aunque hay motivo de sospechas y no pueden ser verificados, se ha erigido como una fuente de referencia popular.
El matrimonio de Eufemia y Justino se produjo durante el reinado de Anastasio I, entre el 491 y el 518, mientras que Justino mantenía una brillante carrera en el ejército bizantino.

## Nuevos nombres reales
Originalmente llamado Istok, el hombre que se convertiría en Justino I era un campesino tracio o ilirio de la región latinófona de Dardania, que era parte de la provincia de Illyricum. Justino nació en un caserío cerca de Bederiana en Naissus, la moderna Niš en el sur de Serbia. De adolescente huyó de una invasión bárbara y fue a tomar refugio en Constantinopla, ascendiendo en los rangos militares del Imperio Bizantino.
En Justin, the First: An Introduction to the Epoch of Justinian the Great (1950), Alexander Vasiliev teorizó acerca de que el nombre original de su mujer pudiera indicar una asociación lingüística en otro idioma con la prostitución. Vasiliev conectó el nombre con la palabra latina "Lupae", loba, que aunque en singular se refería al femenino de lobo, también se refería a un eufemismo de las clases más bajas de las prostitutas romanas. Muchos de estos usos denigrantes pudieron tener origen en las sacerdotisas de la religión etrusca, representadas como lobas y relacionadas con Artemisa. 
Debido a estas connotaciones, y para no incurrir en burlas, Lupicina cambió su nombre antes de entrar en palacio por el de Eufemia, según Procopio. A emulación de la heroína cultural Santa Eufemia puede haber seleccionado este nombre imperial, dado especialmente durante los cambios religiosos producidos en la Constantinopla de la época y el interés aparente de la emperatriz para venerar a esta santa.

## Sucesión de Justino I
Alrededor de 518, Justino ascendió a la posición de comes excubitorum. En la noche del 8 al 9 de julio de 518, Atanasio murió y sus silentiarii mandaron a llamar a Justino al lecho de muerte junto con Celer, magister officinorum y comandante de los regimientos del palacio. Por la mañana, el suceso fue anunciado por Constantinopla y los altos oficiales, incluyendo a Juan de Capadocia y al Patriarca de Constantinopla, fueron llamados al Gran Palacio de Constantinopla para elegir al nuevo emperador. Mientras tanto, la gente fue convocada al hipódromo de Constantinopla para esperar la proclamación.
Anastasio murió sin hijos, pero tenía muchos parientes cercanos, sin embargo, fue Justino el que fue elegido como el nuevo emperador por el consejo. De acuerdo con Juan Malalas, se intentó elegir a un comes domesticorum, comandante de una guardia de élite relacionada con el Imperio Romano, con el nombre de Teócrito. Su elección es descrita como una combinación de dirigir las únicas tropas efectivas dentro de la capital y comprar el apoyo de los otros oficiales. Supuestamente Amantius le dio a Justino una cantidad importante de dinero para comprar su apoyo, sin embargo, Justino usó esa cantidad para apoyarse a sí mismo. Amantius y Teócrito fueron ejecutados nueve días después de la elección. El 1 de agosto de 518, Justino escribió una carta al papa Hormisdas, diciendo que había sido elegido a regañadientes.
Fue proclamado en el hipódromo como Justino I, de acuerdo con la tradición. Lupicina se convirtió en su consorte bajo el nombre de Eufemia, elegido probablemente por cuestiones de respetabilidad. La selección de este nombre fue posiblemente indicación de Justino, que eran fervientes cristianos calcedonios, frente a Anastasio, que apoyaba el monofisismo y su sucesión marcó un cambio en las políticas religiosas.

## Emperatriz Eufemia
Aunque Procopio dice en su Historia secreta que Eufemia desconocía los asuntos de estado y por esta razón no era apta para tomar parte en el gobierno, una fuente oficial de la iglesia que data del 540 atribuye las políticas religiosas de Justino a la emperatriz Eufemia.
Procopio también afirma que la pareja imperial tomó el poder en los últimos años de su vida. Sin tener hijos, su heredero era Justiniano I, que era su sobrino e hijo adoptivo. En The marriage of Justinian and Theodora. Legal and theological reflections, Catholic University of America Law Review 16 (1967), que relata el matrimonio de Justiniano, se afirma que había obstáculos legales acerca de que una liberta se casase con un oficial del rango que tenía Justino antes de su ascensión al trono.
Procopio refleja que Eufemia se oponía al matrimonio de su sobrino con Teodora ya que la consideraba una prostituta, y solo después de su muerte pudo llevarse a cabo el compromiso y el matrimonio de los sucesores. Justino I, viudo, modificó la ley para permitir el matrimonio entre clases sociales diferentes, para interés principal de su heredero. Vasiliev afirma que la muerte de Eufemia tuvo lugar en el 523 o 524, y el matrimonio de Justiniano y Teodora se celebró aproximadamente en el 525, y Teodora se convirtió en gobernante en igualdad de condiciones con su marido y admirada por muchos.